# Gymnocalycium schroederianum
Espèce
Statut CITES
Gymnocalycium schroederianum est une plante grasse de la famille des Cactacées.

## Synonyme
- Gymnocalycium hyptiacanthum subsp. schroederianum (Osten) Papsch
- Gymnocalycium erolesii

## Liste des sous-espèces
Selon Tropicos (2 novembre 2015) (Attention liste brute contenant possiblement des synonymes) :
- sous-espèce Gymnocalycium schroederianum subsp. bayense R. Kiesling
- sous-espèce Gymnocalycium schroederianum subsp. boessii R. Kiesling, Marchesi & O.Ferrari
- sous-espèce Gymnocalycium schroederianum subsp. paucicostatum R. Kiesling
- sous-espèce Gymnocalycium schroederianum subsp. schroederianum